# Tag Null
Tag Null (englisch Threads ‚(rote) Fäden‘) ist ein BBC-Fernsehfilm von Mick Jackson aus dem Jahr 1984 über einen nuklearen Angriff auf Großbritannien und die Folgen eines Atomkriegs allgemein.

## Handlung des Films
Der Film versucht aufzuzeigen, wie durch eine große Katastrophe – hier den Atomkrieg – die sensiblen Fäden (englisch threads), die eine moderne Gesellschaft zusammenhalten, zerstört werden.
Als Szenerie dient die nordenglische Stadt Sheffield, im Mittelpunkt steht ein junges Liebespaar, Ruth Beckett (dargestellt von Karen Meagher) und Jimmy Kemp (Reece Dinsdale), sowie deren Familien. Die (fiktive) Handlung beginnt im März 1983 mit einer Invasion der Sowjetunion im Iran. Hieraus entsteht schnell eine ernsthafte Krise zwischen der Sowjetunion und den USA, die einen Rückzug der sowjetischen Streitkräfte fordern.
Ruth ist Anfang Mai schwanger. Sie erzählt dies Jimmy, der ihr daraufhin einen Heiratsantrag macht. Die beiden kaufen eine Wohnung und beginnen mit den Renovierungsarbeiten. Jimmy tut sich allerdings noch schwer mit dem Gedanken, bald verheiratet und Familienvater zu sein, da er den Verlust seiner Unabhängigkeit befürchtet. Zur selben Zeit verschärft sich die Krise, als bekannt wird, dass ein Schiff der US-Marine im Persischen Golf versenkt worden ist. Im Gegenzug wird ein Schiff der sowjetischen Flotte angegriffen.
Der US-Präsident schickt Truppen in den Iran; der Bürgermeister Sheffields wird angewiesen, seinen Krisenstab zusammenzurufen. In den Supermärkten kommt es zu ersten Hamsterkäufen. Die Luftwaffenbasis RAF Finningley, 17 km von Sheffield entfernt, befindet sich im Alarmzustand (im Film ersichtlich über den BIKINI state).
Am 21. Mai stellen die USA der Sowjetunion ein Ultimatum, den Iran zu verlassen. In England demonstrieren die Menschen gegen den Krieg. Die britische Regierung übernimmt die Kontrolle über British Airways, die Ölplattformen in der Nordsee werden von der Royal Navy gesichert. Allgemein befürchtet die Bevölkerung, es könne zum Krieg kommen, an einem Abend in der Kneipe meint ein Arbeitskollege zu Jimmy, sie sollten noch einmal richtig ihre Freiheiten genießen, schon bald könnte bei einem Atombombenangriff alles vorbei sein. Jimmy lässt sich zunächst zögernd darauf ein, doch am Ende betrügt er seine Verlobte mit einer jungen Frau, die er in der Kneipe kennengelernt hat – bei ihrem Schäferstündchen in Jimmys Auto werden die beiden aber durch eine vorbeifahrende Militärkolonne gestört.
Am 22. Mai um 12 Uhr läuft das Ultimatum aus. B-52-Bomber greifen die sowjetische Basis bei Maschhad an. Zur Verteidigung setzen die Sowjets eine nukleare Abwehrrakete ein. Die USA antworten mit einem Atomschlag auf den sowjetischen Stützpunkt. Der Schlagabtausch ist zunächst beendet.
Im britischen Parlament wird ein Notstandsgesetz beschlossen. Überall im Land kommt es zu Unruhen, die Menschen stürmen in Supermärkte und andere Geschäfte um sich mit Lebensmitteln einzudecken; obwohl offizielle Stellen betonen, es gäbe keine Engpässe sind viele Waren bald ausverkauft und Nachschub kann wegen Treibstoffmangels und weil Fahrzeuge für die Armee beschlagnahmt wurden nicht ausgeliefert werden. Viele Stadtbewohner versuchen, aufs Land zu flüchten, obwohl die Regierung dringend davon abrät.
Am 24. Mai wird ein Flugzeugträger der US-Marine im Persischen Golf versenkt. Daraufhin verhängt die US-Regierung eine Seeblockade gegen Kuba. Auf den britischen Autobahnen kommt es zu kilometerlangen Staus der Flüchtlinge, zudem wurden viele Straßen gesperrt um Militärtransporte zu ermöglichen. Tankstellen werden geschlossen. Viele Patienten mit weniger dringenden Behandlungen müssen die Krankenhäuser verlassen, um Platz für die zu erwartenden Verwundeten zu machen. „Subversive Elemente“ werden vorsorglich verhaftet. Private Telefonanschlüsse werden gesperrt. Aufgrund einer Nachrichtensperre weiß jedoch niemand von den Atomschlägen im Iran.
Am 25. Mai bestätigen Wissenschaftler die beiden atomaren Explosionen, die durch Seismographen und den Gehalt radioaktiver Stoffe in der Atmosphäre festgestellt werden konnten. Die Gewerkschaften drohen mit einem Generalstreik. Kunstwerke werden ebenso wie Feuerwehrwagen an sichere Orte gebracht. Der Bürgermeister von Sheffield begibt sich mit seinem Krisenstab in einen Bunker unterhalb des Rathauses. Mehrere eigentlich für diese Notverwaltung vorgesehene Mitarbeiter weigern sich jedoch oder erscheinen einfach nicht, mutmaßlich weil sie sich nicht von ihren Familien trennen möchten. Auch der Bürgermeister nimmt nur zögernd Abschied von seiner Frau die ihn bittet, doch nicht in den Bunker zu gehen.
Über Fernsehen und Rundfunk wird die Bevölkerung unterrichtet, welche Schutzmaßnahmen zu treffen sind. Ruth bricht während der Arbeit an ihrer künftigen Wohnung ob der ernsten politischen Lage in Tränen aus.
Am Morgen des 26. Mai schließlich kommt es zum nuklearen Schlagabtausch. Um 8:30 Uhr, so erfahren wir, ist es 3:30 Uhr in Washington, D.C., zu diesem Zeitpunkt dürften der US-Präsident und seine Berater im Bett liegen. Die NATO würde jetzt nur verzögert auf einen Angriff reagieren.
Ruth fühlt sich nicht wohl und bleibt im Haus ihrer Eltern, die etwas außerhalb von Sheffield wohnen. Jimmy ist schon bei der Arbeit in einer Tischlerei irgendwo außerhalb der Stadt.
Um 8:32 Uhr wird Alarmstufe Rot ausgelöst. Der Bürgermeister und sein Stab schalten auf Notstrom um und bereiten sich in ihrem Bunker auf den Atomschlag vor. Über Sheffield heulen die Sirenen. Auf den Straßen herrscht Panik. Jimmy und seine Kollegen, ebenfalls überrascht, versuchen irgendwo Deckung zu nehmen.
Die erste Rakete explodiert um 8:35 Uhr über der Nordsee. Durch den elektromagnetischen Effekt wird das gesamte Stromnetz in Großbritannien und Nordwesteuropa außer Betrieb gesetzt.
Um 8:37 Uhr erfolgt die erste Angriffswelle, diese richtet sich gegen militärische Ziele der NATO. Der Luftwaffenstützpunkt RAF Finningley wird durch eine Bodenexplosion zerstört. Sheffield bleibt vorerst unberührt; der Atompilz ist jedoch in der ganzen Stadt deutlich sichtbar. Auf den Straßen herrscht unbeschreibliche Panik. Jimmy springt in sein Auto, in der Hoffnung, entkommen zu können, der Wagen wurde aber durch den elektromagnetischen Puls beschädigt und springt nicht an, so dass er sich zu Fuß auf den Weg macht. Landesweit sterben 2,5 bis 9 Millionen Menschen in dieser ersten Angriffswelle mit 80 Megatonnen (TNT-Äquivalent).
Wenig später explodiert der erste Sprengkopf über Sheffield. Im Hypozentrum der Explosion wird jedes Leben ausgelöscht, die Detonation erreicht in ihrem Inneren Temperaturen zwischen 60 und 100 Millionen Grad Celsius. Gebäude nahe dem Einschlagpunkt der Bomben werden durch die Detonationswellen dem Erdboden gleichgemacht, organisches Material verdampft in Sekunden. Weiter entfernte Gebäude werden schwer beschädigt. Menschen flüchten schreiend, verbrennen bei lebendigem Leib oder sterben sofort. Glas zerschmilzt aufgrund der Hitzeentwicklung von 5.000–7.000 Grad Celsius. Kurz darauf trifft ein zweiter Sprengkopf die Stadt.
210 Megatonnen werden auf Großbritannien abgefeuert, insgesamt 3.000 Mt zwischen Ost und West. Bis zu zwei Drittel aller Wohngebäude sind von der bevorstehenden Feuersbrunst betroffen. Durch die Druckwellen sind im gesamten Land fast alle Fensterscheiben zertrümmert worden, viele Dächer sind abgedeckt. Dadurch sind viele Menschen dem radioaktiven Niederschlag (Fallout) schutzlos ausgesetzt, der gut anderthalb Stunden nach den Explosionen auf die Stadt niederfällt.
Ruth und ihre Eltern, die sich im Keller verschanzt hatten, haben den Angriff relativ unversehrt überstanden. Ruths kranke Großmutter, die infolge der Schutzmaßnahmen das Krankenhaus hatte verlassen müssen, stirbt sehr bald. Als Ruths Eltern die Leiche in ein Nebenzimmer bringen, bricht Ruth in die Stadt auf um Jimmy zu suchen. Sie kann das Ausmaß der Zerstörung kaum begreifen: Die Straßen sind von Trümmern gesäumt, überall liegen Leichen, die wenigen Überlebenden sind geistig weggetreten. Ihre Eltern werden wenig später durch Plünderer ermordet.
Über Jimmys Schicksal erfährt der Zuschauer nichts; Ruth geht davon aus, dass er bei der atomaren Explosion ums Leben gekommen ist, ein Arbeitskollege von Jimmy den Ruth später zufällig trifft, weiß auch nichts über sein Schicksal. Jimmys Eltern sterben wenige Tage nach den Explosionen an der Strahlenkrankheit, da sie stark mit dem radioaktiven Niederschlag in Kontakt gekommen sind und die Mutter zudem schwere Verbrennungen erlitten hat.
Außerdem sterben auch Jimmys Bruder und seine Schwester bei den Angriffen auf Sheffield. Als Ruth nach Jimmy fragen möchte, findet sie nur seine tote Mutter, als Andenken an Jimmy nimmt sie ein Buch über exotische Vögel mit, die er gezüchtet hatte.
Der Rathausbunker, in dem sich der Bürgermeister Sheffields und sein Mitarbeiterstab aufhalten, liegt unter einer meterhohen Schicht Schutt begraben. Die eingeschlossenen Bunkerinsassen versuchen, das Gemeinwesen noch irgendwie zu leiten, da die meisten Telefon- und Funkverbindungen nicht mehr funktionieren haben sie aber keinen Überblick über die Lage und können nur noch wenige Anweisungen herausgeben. Zudem waren die Katastrophenpläne offenbar nicht sorgfältig genug ausgearbeitet und die Bunkerinsassen sind sich im Unklaren darüber, welche Kompetenzen sie überhaupt haben. So können z. B. Lebensmittel nicht an die Bevölkerung verteilt werden, auch diskutieren die Mitglieder der Stadtverwaltung schließlich ganz offen darüber, ob es überhaupt Sinn macht, die knappen Lebensmittel noch an Menschen zu verteilen die wegen der Strahlenbelastung in ihrem Wohngebiet sowieso keine Überlebenschance haben. Dabei leiden die Bunkerinsassen selbst bald an Trinkwasser- und Lebensmittelmangel.
Erst Wochen später schaffen es die Bergungskräfte, zu ihnen vorzudringen – freilich sind alle bereits erstickt.
Anderthalb Wochen nach den Angriffen setzt der nukleare Winter ein. 100 Mio. Tonnen Rauch und 500 Mio. Tonnen Staub sind in die Erdatmosphäre befördert worden; diese gewaltige Menge blockiert den größten Teil des Sonnenlichts. Es ist dunkel und kalt, die Temperaturen fallen um bis zu 25 Grad.
Nachdem außer Ruth alle Hauptakteure ums Leben gekommen sind, treten an die Stelle einer festen Rahmenhandlung verschiedene Einblicke in den Alltag nach einem Atomkrieg: Die Krankenhäuser sind mangels Material überfordert, die Polizei kann nur mit Waffengewalt die Ordnung wiederherstellen. Es gibt kein frisches Wasser, auch keinen Strom. Nahrungsmittel sind knapp. Epidemien greifen um sich.
Die Überlebenden werden aufgefordert, sich am Wiederaufbau zu beteiligen, aber viele sind geschwächt. Die Zahl der Toten in Großbritannien beträgt drei Wochen nach dem Angriff 10 bis 20 Millionen, nach vier Monaten liegt die Zahl zwischen 17 und 38 Millionen. Die meisten Leichen verwesen unbeerdigt, da es an Arbeitskräften mangelt.
Überall im Land werden Internierungslager errichtet; Diebe, Plünderer und Kriminelle werden kurzerhand exekutiert. Durch das fehlende Sonnenlicht wachsen die Pflanzen nur kümmerlich, entsprechend bescheiden fällt die erste Nachkriegsernte aus. Ruth bringt in der Scheune eines Bauernhofs ihr Kind zur Welt, das erstaunlicherweise nicht missgebildet ist.
Nach einem Jahr kehrt die Sonne wieder zurück; die Ozonschicht ist jedoch zerstört, und die Menschen sind der UV-Strahlung schutzlos ausgesetzt. Das Risiko, an Krebs und grauem Star zu erkranken, ist hoch. Der Mangel an Pflanzendünger lässt kaum einen Ernteerfolg zu, fehlende Insektizide führen zur massenhaften Vermehrung von Schädlingen. Drei bis acht Jahre nach dem Krieg ist die Ozonschicht wieder intakt, zu diesem Zeitpunkt ist die Bevölkerungszahl Großbritanniens auf eine mittelalterliche Größenordnung gesunken: von etwa 55 Millionen überleben nur 4 bis 11 Millionen den Krieg (entspricht bei einer Bevölkerungszahl von damals etwa 56,5 Millionen einer Überlebensquote von 7 bis 19,5 Prozent).
Ruth ernährt sich und ihre Tochter mit toten Ratten, die sie von einem Mann zugesteckt bekommt. Als Gegenleistung schläft sie mit ihm. Nach zehn Jahren stirbt Ruth, durch radioaktive Strahlen, Entkräftung und die harte körperliche Arbeit schwer gezeichnet und vorzeitig gealtert; eines ihrer Augen ist durch die starken UV-Strahlen erblindet. Ihre Tochter nimmt den Tod ihrer Mutter regungslos zur Kenntnis, was ihr vom Besitz der Toten nützlich erscheint, nimmt sie an sich, das Buch über exotische Vögel, das ihre Mutter als Andenken die ganzen Jahre mit sich herumgetragen hatte, lässt sie achtlos liegen. Wie alle anderen Jugendlichen hat sie nie richtig sprechen gelernt, sie beherrscht nur wenige Wörter und spricht in sehr kurzen, schwer zu verstehenden Sätzen. Schulunterricht findet so gut wie nicht mehr statt, in einer Szene sitzen die Kinder vor einem kaum noch funktionstüchtigen Videogerät auf dem ihnen von ihrer „Lehrerin“ immer wieder ein Film über Tierskelette vorgespielt wird, den sie nicht verstehen.
Ruths Tochter (deren Name Jane nur im Nachspann genannt wird) verbringt wie die meisten anderen ihre Zeit damit, Kleidung zu reparieren oder die Felder zu bestellen. In einer Szene stromert sie zusammen mit anderen Jugendlichen durch die Straßen und stiehlt ein Stück Brot, um das sie sich später mit einem der Jungen streitet. Sie wird von ihm vergewaltigt.
Mittlerweile gibt es an wenigen Orten wieder Strom; hauptsächlich werden Dampfmaschinen eingesetzt. Bergbau wird von Hand betrieben.
In den letzten Szenen des Films sehen wir, wie Ruths (infolge der Vergewaltigung) hochschwangere Tochter durch die Ruinen zieht, die immer noch das Stadtbild prägen. Sie ist jetzt dreizehn Jahre alt, wir schreiben also das Jahr 1996, und die Szenerie lässt erkennen, dass Großbritannien de facto ein Land des Mittelalters ist. Sie sucht ein behelfsmäßiges Krankenhaus auf und bringt ihr Kind zur Welt. Es ist tot und bedingt durch die Strahlung missgebildet.

## Analyse
Der Film Threads arbeitet mit verschiedenen Mitteln; neben der eigentlichen Handlung gibt es noch die Rolle eines Erzählers, der dem Zuschauer wichtige Hintergrundfakten vermittelt. In der Darstellung der Ereignisse hält sich der Film kaum zurück, manche Einzelheiten werden allerdings nur angedeutet (beispielhaft sei hier die letzte Szene genannt: der Zuschauer kann nur mutmaßen, wie schrecklich das Neugeborene aussieht, da Ruths Tochter bei dessen Anblick zu einem furchtbaren Schrei ausholt – wobei an die Stelle des Schreis der Nachspann tritt). Viele Bilder des Films bleiben dem Betrachter jedoch lange in Erinnerung – neben den überall herumliegenden, entstellten Leichen und beispielsweise einem Korb mit toten Ratten natürlich auch der Atompilz, der durch die Zerstörung Finningleys hervorgerufen wird. Dieser wurde übrigens derart real nachgestellt, dass zum Zeitpunkt der Dreharbeiten viele Bürger tatsächlich glaubten, es habe einen Atomangriff gegeben. An verschiedenen Stellen von „Threads“ kommen die als offizielle Informationsmaterialien der britischen Regierung gedrehten Zivilschutzfilme des Protect-and-Survive-Programms vor, nach deren Ratschlägen sich die Protagonisten von Threads (letztlich erfolglos) richten.
Analog zur ähnlichen US-Produktion The Day After – Der Tag danach legt Threads den Schluss nahe, dass die Gesellschaft sich nie von der Katastrophe erholen wird.
Bereits mehrere Jahre zuvor wurde der mehr im Stile einer Fernsehdokumentation aufgemachte, jedoch in seiner Drastik ähnlich weit gehende, britische Film zur gleichen Thematik The War Game produziert. Der ursprünglich 1965 gedrehte Fernsehfilm wurde aber wegen seiner verstörenden Wirkung erstmals 1985 ausgestrahlt.

## Rezeption
Tag Null erhielt ein sehr gutes Presseecho, was sich auch in den Auswertungen US-amerikanischer Aggregatoren widerspiegelt. So erfasst Rotten Tomatoes ausschließlich wohlwollende Besprechungen und ordnet den Film dementsprechend als „Frisch“ ein. Metacritic ermittelt aus den vorliegenden Bewertungen „Allgemeines Kritikerlob“.
Häufig wurde der Film mit The Day After verglichen. Vielfach beurteilten die Kritiker Threads als den besseren der beiden Filme. Die sehr realitätsnahe Darstellung der Auswirkungen eines Atomkriegs auf gewöhnliche Zivilpersonen wurde besonders gelobt, gleichzeitig aber auch kritisiert, dass die (mitunter sehr drastischen) Darstellungen nicht für jeden Zuschauer geeignet seien. Manche Kritiker attestieren dem Film einen hohen pädagogischen Wert.

“It is a real education, after watching this you will not be in favour of nuclear weapons.”

„Er hat echt erziehende Wirkung. Wer ihn gesehen hat, wird Atomwaffen nicht mehr befürworten.“

1985 gewann der Film in vier Kategorien je einen BAFTA TV Award.

## Veröffentlichungen
Der Film wurde am 23. September 1984 auf BBC2 ausgestrahlt und ein Jahr später zum Jahrestag der Atombombenabwürfe auf Hiroshima und Nagasaki wiederholt sowie in den USA und Australien gezeigt. Danach verschwand der Film bis 2003 in den Archiven. In Großbritannien erhielt der Film vom BBFC eine Altersfreigabe ab 15.
Die deutsche Synchronisation erfolgte durch den ORF und das Schweizer Fernsehen unter dem Titel Tag Null. Der Film wurde am 6. August 1985 vom Schweizer Fernsehen und am 8. August 1985 vom ORF im Programm FS2 gezeigt. Der deutsche Pidax Film- und Hörspielverlag hat Tag Null auf DVD und Blu-ray veröffentlicht.